# 토니 (1971년)
토니(Tony, 일본어: トニー, 1971년 ~ ）는 일본의 삽화가, 원화가, 캐릭터 디자이너이다. 미야기현 센다이시에서 태어났다.
본명은 다나카 다카유키(일본어: 田中 貴之 타나카 타카유키[*]로 미술 전문학교를 졸업한 후 광고 디자인에 손대고 있었지만 1998년 이후 삽화가로 전행. 이윽고 게임 원화가로서 성인용 게임의 삽화 제작에 손대는 일이 많아짐에 따라, 인기를 얻게 된다. 삽화가 업무외에 유한회사 알피엠 대표이사로서도 활동 중에 있다.

## 작품 일람

### 일반 게임
- TEMPEST[1].(Windows 95/98)
- 룸 위즈 리나[2].(Windows 95/98)
- 샤이닝 티어즈(PS2)
- 샤이닝 윈드(PS2)
- 샤이닝 하츠(PSP)
- 샤이닝 블레이드(PSP)···패미통2011/11/03호부터

### 성인 게임
- Partner ~세계에서 제일 소중한 사람~／シェイプシフター／1999년 10월 29일 발매
- 날개의 펄럭임／シェイプシフター／2000년 4월 7일 발매
- 아르카나 ~빛과 어둠의 엑스터시스~／Ciel(시엘)／2000년 11월 23일 발매
- 미타마 ~시노비~／Ciel(시엘)／2002년 11월 15일 발매
- After…-Sweet Kiss-／Ciel(시엘)／2003년 12월 19일 발매
- 하늘의 색, 물의 색／Ciel(시엘)／2004년 6월 25일 발매
- 환몽관 ~애욕과 능욕의 음죄~／aias(아이아스)／2002년 3월 29일 발매
- 진장 환몽관／Ciel(시엘)／2004년 12月17일 발매
- 프랑스 소녀／PIL(필)／2009년 7월 10일 발매
- 폴트!!／Ciel(시엘)／2009년 7월 31일 발매